# 東馬柴厄斯 (緬因州)
東馬柴厄斯（英語：East Machias）是一個位於美國緬因州華盛頓縣的鎮。

## 人口
根據2020年美國人口普查的數據，東馬柴厄斯的面積為103.65平方千米，當中陸地面積為90.16平方千米，而水域面積為13.49平方千米。當地共有人口1326人，而人口密度為每平方千米13人。